# Homolobus carbonator
Homolobus carbonator är en stekelart som först beskrevs av Shestakov 1940.  Homolobus carbonator ingår i släktet Homolobus och familjen bracksteklar. Inga underarter finns listade i Catalogue of Life.